# 水卜麻美
水卜 麻美（みうら あさみ、1987年〈昭和62年〉4月10日 - ）は、日本テレビのアナウンサー。

## 来歴
千葉県市川市出身。
渋谷教育学園幕張高校、慶應義塾大学文学部英米文学専攻卒業後、2010年4月に日本テレビ入社。2020年7月から、同社のエグゼクティブアナウンサー。夫は俳優の中村倫也。

## 人物
オリコン調査「好きな女性アナウンサーランキング」では、第10回（2013年）から第14回（2017年）まで5年連続で1位を獲得、明治安田生命調査「理想の上司ランキング」では、7回連続1位を獲得。

## 略歴
- 2010年
  - 8月7日、『全日本少年サッカー大会決勝戦中継』にてリポーターデビューを果たす。
  - 8月28日・8月29日、『24時間テレビ33』の日産グローバル本社ギャラリーチャリティーイベントにて司会進行を担当。
  - 9月4日、『満天☆青空レストラン』にて初めての提供読みを担当。
  - 9月10日、『CAPTAIN!TV』に出演し、本格的なテレビ出演デビューとなった。
- 2011年
  - 2月、『NFL倶楽部』の第45回スーパーボウルにて、初の海外ロケを行う。
  - 3月6日、『NNNニュースサンデー』にて、初めて地上波のニュース番組を担当。
  - 3月10日、『ぐるぐるナインティナイン』の「かぶっちゃや〜YO!」にてゴールデンタイムのバラエティ番組で初めての進行を務めた。
  - 3月28日、自身初のレギュラー出演帯番組『ヒルナンデス!』が放送開始し、同番組のアシスタントに就任[15]。
- 2012年
  - 2月26日、東京マラソン2012に出場。5時間24分14秒でフルマラソン完走を果たした[16]。
- 2014年
  - 8月30日・8月31日、初めて『24時間テレビ』の総合司会を務めた。以降、継続して同番組の総合司会を羽鳥慎一と共に担当している。
- 2017年
  - 9月29日、自身初のレギュラー出演番組として6年半アシスタントを務めた『ヒルナンデス!』を降板。
  - 10月2日、朝の情報番組の『スッキリ』のサブ司会に就任。
- 2019年
  - 夏、先輩の桝太一(当時日本テレビアナウンサー、現・同志社大学研究員、フリーアナウンサー)と共に、昇格[17]。 現在、副主任(副課長職)として、新人を含む後輩アナウンサーの教育担当を務める。 また桝とは2011年春の改編時に新番組をそれぞれ務める共通点(桝は、後に水卜自身がMCとして引き継ぐ『ZIP!』のMC､水卜はヒルナンデス!の進行担当)があり、そこから2人は日テレの看板アナとなった。
  - 8月24日・8月25日、総合司会を務めていた8月24日の『24時間テレビ42』放送中に24時間駅伝の4人目マラソンランナーに選ばれたことを発表し、25日に42.195km完走した。これに先立ち屋外でマラソンのトレーニングに取り組んでいた影響で、体型はスリムになったものの、紫外線の影響で顔にシミが目立つようになったと述べた[18]。
- 2021年
  - 4月の改編で『スッキリ』を降板し、『ZIP!』の総合司会に就任[19]。日本テレビの朝の情報番組において、女性が総合司会になるのは初[20]。
- 2023年
  - 3月25日、俳優の中村倫也との結婚を自身のTwitterにて発表[10][11]。翌々日の27日放送の『ZIP!』でも結婚を生報告した[21]。
  - 6月1日、これまでの「主任」から、管理職である「チーフスペシャリスト」に昇進する[22]。

## エピソード
- 出生時は低出生体重児で保育器に入っていたため、母親がたくさん食べさせたところ、次の検診で「太り過ぎ」と言われたというエピソードがある[23]。
- 小学校の卒業式では在校生代表で送辞を読んだ事がある。この時から『めざましテレビ』（フジテレビ）で小島奈津子などを見ていて漠然と「アナウンサーになりたい」と思い、卒業アルバムにも、夢はアナウンサーと書いていた[23]。当時、夜はテレビを見せてもらえず、この番組が楽しみだったとのこと[24]。
- 中学生時代は部長や委員長などで司会を務めるなど前に立つ役が多かったが、高校生になるといじられ役になることが多くなっていた。高校の卒業アルバムには「変顔のすごい人」で1位と書かれていた[23]。
- 日本テレビでの入社試験の面接で、口を曲げて白目の変顔を作り「葛西臨海公園で見たボラの顔マネ」を披露した。本人はこれで受かったと話している[25]。
- 就職活動では日本テレビの他に、フジテレビ、テレビ朝日、TBSを受験していたが、いずれも最終選考まで行かなかった[26][27]。
- 同期のアナウンサーがいないため、「ミト会」と称して後輩アナウンサー数名（徳島えりかや杉野真実など）と食事をすることを楽しみとしている[26]。本人曰く「ダチョウ倶楽部の上島竜兵さんに憧れていて、『竜兵会』みたいなのを私も始めたかった」[26]、「後輩が同期みたいになってる」とのこと[28]。
- 自身がビートルズのファンであることから、名字の「水卜」に因んで「ミートルズ」なるバンドグループを結成。メンバーは全員日本テレビアナウンサー（杉野真実、徳島えりか、森圭介、青木源太）[29]。2019年現在、水トと森は「スッキリ」で共演しており、「クイズッス」などでしばしばネタにされ弄られている。
- 名字の「卜」の字は占いを意味する漢字であり、カタカナの「ト」ではない。[注 1]『水卜』姓は香川県さぬき市の浄土真宗の僧侶に由来するもので[30]、水卜麻美自身も父がさぬき市出身であることを公表している[31]。ニックネームとしては片仮名で「ミトちゃん」と表記される。また、友人から「水卜黄門」と呼ばれていたこともあった[32]。
- 3人兄弟の長女。妹と弟が居る[33]。弟は開成高校出身で、麻美自身も開成の運動会に訪れた経験がある。妹も麻美と同じ慶應義塾大学を卒業しているが、学部は異なる。
- 中学校から大学までバレーボールの部活動・サークルに所属。大学時代は塾講師のアルバイトを4年間していた[23]。
- 信条・モットーは「明日は明日の風が吹く」。
- NHKの番組である『NHK紅白歌合戦』や『連続テレビ小説』（2017年10月から担当している『スッキリ』の裏番組。さらに、2017年9月まで担当した『ヒルナンデス!』は朝ドラ再放送の裏番組であった）に出演願望があることを語っている[34][35]。
- 2023年3月25日にキャンペーン企画「ゴールデンまなびウィーク」（2019年開催）やドラマ『美食探偵 明智五郎』（2020年放送）などで共演していた俳優の中村倫也と結婚したことを発表した[36][37]。テレビ局所属のアナウンサーではあるが、日本テレビ以外の民放テレビ局や新聞一般紙でもこの事が大きく報じられた[38][39][40][41]。

## 担当番組・出演
太字 は、2024年12月1日時点で出演中のもの

### 担当番組
- CAPTAIN!TV（2010年9月10日 - 9月24日） -「これミトけ♪」担当
- NFL倶楽部（2010年9月17日 - 2011年2月25日） - 2010年シーズン担当
- アナどきっ!（2010年10月1日 - 2011年3月25日）
- 天才!!カンパニー（2010年10月2日 - 2011年3月26日）
- Going!Sports&News
- news every.
- 笑点（2011年1月9日 - ） - 不定期に行われる企画『アナウンサー大喜利』に常連出演。
- ぐるぐるナインティナイン（2011年3月10日、2012年6月7日）
- ヒルナンデス!
  - アシスタント（2011年3月28日 - 2017年9月29日）[42]
  - ゲスト出演（2022年2月22日）[43]
  - ｢ファッションセンスランキング女性アナウンサーSP」（2022年3月3日）[44]
- アイドルの穴〜日テレジェニックを探せ!〜（2011年4月2日 - 6月25日）
- アナウンサーのホンヨミ（2011年10月6日 - 2012年3月29日）
- ママモコモてれび（2012年4月2日 - 2016年3月31日） - 声の出演
- 超!真実決定トーナメント（2012年11月10日、2013年4月1日） - アシスタント
- 東京スカイツリー受信確認テスト（NHKと関東広域圏民間放送各社。2012年12月22日 - 2013年2月23日）
- 幸せ!ボンビーガール（2013年4月23日 - 2021年9月14日） - 進行
- アソビラボ（2013年10月3日 - 2014年9月25日） - ロボットの助手くんの声
- 有吉ゼミ（2013年10月7日 - ） - 秘書[42]
- しゃべくり007（2014年8月18日、 2017年12月4日、2020年3月30日） - ゲストとして出演
- 街活ABC（2014年10月2日 - 2017年9月28日） - ナレーション
- スッキリ（2017年10月2日 - 2021年3月26日） - サブ司会（岩本乃蒼の後任）[42]
- 犬も食わない（2018年10月20日 - 12月22日、2019年3月13日、2020年3月26日） - 進行
- ZIP!（2021年3月29日 - ） - 2代目総合司会[注 2][注 3]（桝太一、徳島えりかの後任）[42]
- 午前0時の森（2022年4月12日 - 2024年3月26日） - 火曜スーパーアシスタント→MC[42][45]
- アナテレビ（2023年5月3日・NHK総合） - この番組では、NHKから高瀬耕造（大阪放送局在籍）、テレビ朝日から大下容子、TBSから安住紳一郎、テレビ東京から松丸友紀、フジテレビから伊藤利尋が出演[46]。

### テレビドラマ
- 天才バカボン
  - 天才バカボン〜家族の絆（2016年3月11日） - ニュースキャスター
  - 天才バカボン2（2017年1月6日） - 福男レースリポーター
  - 天才バカボン3〜愛と青春のバカ田大学（2018年5月4日） - 公園での女性
- 美食探偵 明智五郎（2020年4月12日 - 6月28日） - クルックー（声の出演）[47]
- だが、情熱はある（2023年4月9日 - 6月25日） - ナレーション
- THE MYSTERY DAY〜有名人連続失踪事件の謎を追え〜（2023年10月7日） - MC[48]

### テレビアニメ
- タイムボカン 逆襲の三悪人（読売テレビ、第9話、2017年12月2日） - 本人役（声の出演）

### ラジオ
- 水卜麻美のオールナイトニッポン0(ZERO)（2021年10月23日、ニッポン放送）[49]

### 映画
- 劇場版 HUNTER×HUNTER -The LAST MISSION-（2013年） - レポーター役（声の出演）
- 映画 宇宙兄弟#0（2014年） - アナウンサーみたいな美人役（声の出演）
- 映画 ST 赤と白の捜査ファイル（2015年） - 本人役
- ジュラシック・ワールド（2017年） - 女性アナウンス役（吹替版・日本テレビ版）
- 竜とそばかすの姫（2021年） - アナウンサー（冒頭） 役（声の出演）[50]

### 特別番組
- 24時間テレビ特別番組（2024年） - 不祥事検証番組の司会[51]
- 24時間テレビ48 愛は地球を救う（2025年8月30日・31日〈予定〉、日本テレビ） - 総合司会[52]

## 雑誌
- Hanako（マガジンハウス、2015年2月26日号） - 表紙
- 美人百花（角川春樹事務所、2018年 4月号）
- Non-no（集英社、2022年4月20日号） - 「貴島明日香の5つの顔」- コメント